# Jefferson Fredo Rodrigues
Jefferson Fredo Rodrigues (28 de febrero de 1978) es un exfutbolista brasileño que se desempeñaba como centrocampista.
Jugó para clubes como el Grêmio, Verdy Kawasaki, Rio Branco, Brasil, Esportivo y São José.

## Trayectoria

### Clubes
| Club           | País   | Año         |
| -------------- | ------ | ----------- |
| Grêmio         | Brasil | 1995 - 2001 |
| Verdy Kawasaki | Japón  | 1999        |
| Rio Branco     | Brasil | 2001 - 2003 |
| Canoas         | Brasil | 2004        |
| Brasil         | Brasil | 2004 - 2005 |
| Esportivo      | Brasil | 2006 - 2008 |
| São José       | Brasil | 2009        |
| Canoas         | Brasil | 2009        |